# Liefdesvetkruid
Het liefdesvetkruid (Sedum anacampseros L., synoniem: Hylotelephium anacampseros (L.) H.Ohba), is een overblijvende plant uit de vetplantenfamilie (Crassulaceae).
De plant wordt in het Engels Love-restoring Stonecrop of Love-Restorer genoemd, in het Duits naar de vorm van de bladeren Rundblättrige Fetthenne. Vroeger werd de plant vaker wondkruid genoemd.

## Beschrijving
De plant wordt 10-30-50 cm hoog.
De plant is kaal, de stengels zijn gebogen opstijgend. De ongesteelde bladeren zijn niet tegenoverstaand maar groeien spiraalsgewijs. De bladeren zijn 1,5-2,5 cm lang, vlees-achtig, en ellipsvormig tot eirond van vorm .
De tweeslachtige bloemen zijn vijfdelig (soms vierdelig), en bloeien in juli en augustus in een halfbolvormig scherm. De zaden rijpen in augustus-september
De kelkbladen zijn 2,5-3,5-4 mm lang, en haakvormig naar binnen gekromd. De kroonbladen zijn 4–5 mm lang, en rozerood tot donkerrood aan de bovenzijde, aan de onderzijde blauwachtig en groen gekield.

## Verspreiding
Het liefdesvetkruid komt in de Alpen voor van de Zee-Alpen tot de Venetiaanse Alpen. Hiernaast komt ze voor in de Pyreneeën en de Apennijnen (hier zeldzaam).
Ze groeit op hoogten tussen de 1400 en 2500 meter, op rotsen met zurige grond.

## Toepassingen
De bladeren kunnen rauw of gekookt gegeten worden, als groente in soep. Ze hebben een bittere smaak.